# Заместитель (воинский призыв)
Заместитель (нем. Einsteher), наёмник, охотник — существовавшая в XVIII-XIX веке практика прохождения воинской службы в качестве заместителя или замены другого. Существовала в ряде германских государств, Российской империи, США.

## История

### Австрия
В 1748 г., вскоре после окончания войны за австрийское наследство,  был введен новый порядок военного набора. Набор производился по особым мобилизационным спискам во вновь созданных военных округах. Рекруты должны были служить пожизненно, набирались преимущественно из беднейшего люда. Дворянство, духовенство, интеллигенция (учителя, врачи, чиновники), а также купцы и предприниматели не подлежали рекрутскому набору. От военной повинности мог освободиться и зажиточный крестьянин, которому предоставлялось право нанять вместо себя «охотника».

### Германия
Практика применялась в Вестфальском королевстве, ряде германских государств (за исключением Пруссии).
Между заместителем и покупателем заключался договор собственности. Нанимателю пришлось внести зало от 300 до 600 флоринов (гульденов) и должны были быть внесены в государственный фонд. Небольшая часть этой суммы выплачивалась вербуемому при поступлении на службу, оставшаяся часть, приносящая проценты — после окончания службы. Унтер-офицеры часто выбирались из этой группы хорошо обученных и опытных солдат. Участник также может несколько раз проходить воинскую службу, обычно продолжая с уже достигнутым рангом.
Приказ военного министерства Вюртемберга от 20 марта 1817 г. предусматривал следующие требования к кандидатам:
- они должны были родиться в королевстве, быть годными к воинской службе, иметь рост не менее 167 см, быть холостыми или вдовцами, без детей и моложе 36 лет;
- на службу в ранг от сержанта/фельдфебеля до стрелка/артиллериста 1-го класса следует брать только тех, «чье сохранение пойдет на пользу службе или которые заранее обещают будущую полезность»;
- продолжительность воинской службы составляла шесть лет;

Желающему выставить заместителя нужно уплатить 500 флоринов, из которых 100 выплачивается самому заместителю, а 400 — вкладываются в общественный фонд с процентами до конца срока службы.

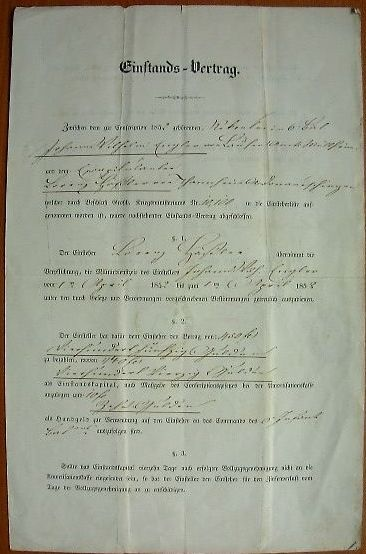
Баденский договор о замещении. Первая страница (1852 г.)
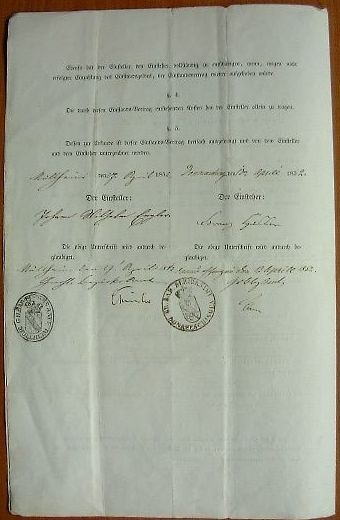
Баденский договор о замещении. Вторая страница (1852 г.)
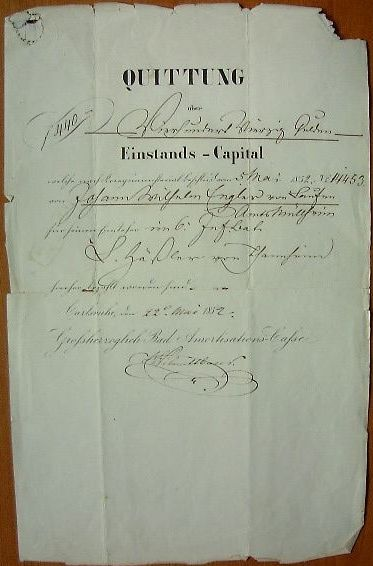
Баденский договор о замещении. Расписка (1852 г.)

### Россия
В Российской империи, ежегодно на службу поступало 10 тыс. заместителей.
Созданный в 1831 г. Рекрутский устав подтвердил право податных сословий на найм «охотников» в рекруты, также введя регламентацию данного процесса.
Мещанам, государственным и помещичьим крестьянам, а также вольным хлебопашцам дозволялось отправлять рекрутскую повинность наймом на определённых условиях:
- требовалось обязательное удостоверение в добровольности заключаемого договора,
- наниматель обязывался исполнять все повинности и подати нанятого им человека до очередной ревизии,
- хозяин должен внести в казну деньги на обмундирование и пропитание рекрута на три месяца, а также на выплату ему жалованья.
- наёмник должен был:
  - быть из того же сословия, города или волости, к которому принадлежал наниматель,
  - не состоять на рекрутской очереди.
  - получить разрешение от родителей,
  - в случае ухода должен был иметь возможность обеспечить содержание своего семейства, если оно состояло из лиц, которые были не в силах содержать себя.
  - от общества, к которому принадлежал такой рекрут, требовался особый «увольнительный» приговор мирского схода

В договоре оговаривались денежная плата наемнику и исполнение нанимателем законных требований государства, а также добровольные дополнительные условия — материальная или денежная помощь родственникам нанимаемого в рекруты лица. Традиционным условием было право наемника жить до набора в доме нанимателя за счет последнего.
Так, в Усть-Сысольске стоимость «наёмника» была в три-четыре меньше стоимости зачетных рекрутских квитанций (последние до 1840 г. стоили 2 тыс. рублей ассигнациями, затем — 600 рублей серебром). Наниматель «охотника» нес по закону и все сопутствовавшие расходы на отдачу рекрута, не считая обеспечения дополнительных условий, зафиксированных в тексте договора.
Качество заместителей было низким, олонецкий губернатор Николай Писарев в 1850 г. жаловался министру внутренних дел Льву Перовскому на развращение местного население практикой выставления заместителей.
В 1868 г. в виде временной меры на пять лет были введены новые правила, вводящие правительственный набор заместителей «с назначением им за добровольную их службу особого денежного вознаграждения». Военное министерство должно было назначить доступное к продаже число выкупных квитанций стоимостью 570 руб. Желающие откупиться от военной службы должны были заявить о том заранее, если квитанций на всех недоставало, то право приобрести их определялось по жребию. Частный найм допускался только тогда, когда число желающих себя заменить превышало количество выкупных квитанций, которое государство выпустит к набору
В 1872 г. государство накануне отмены рекрутской повинности отменило частный найм, взамен введя продажу неограниченного числа выкупных квитанций стоимостью 800 руб.

### США
Во время Гражданской войны при введении призыва в Армию Союза в марте 1863 года Конгресс США создал правовую основу для заместительства. Возможность откупиться от призыва была предметом общественной критики и одной из причин призывных бунтов в июле 1863 г.